# Franko Paul
Franko Paul (sinh ngày 29 tháng 11 năm 1995) là một cầu thủ bóng đá người Ấn Độ, một tiền vệ chạy cánh hiện tại thi đấu cho Churchill Brothers S.C. ở I-League.